# ТыЧегоТакойСерьезный
«ТыЧегоТакойСерьёзный» — четырнадцатый студийный альбом российского певца Григория Лепса, выпущенный 16 ноября 2017 года. Саунд-продюсером альбома стал датский музыкант Сёрин Андерсон. Наибольшую известность получили песни «Аминь», «Что ж ты натворила» и дуэт с Максимом Фадеевым.

## Список композиций
1. «Интро» — П. Дугин (1:18)
2. «Киллер» — Robert A. Ezrin / Alice Cooper, русский текст — К. Арсенев, Г. Лепс (5:03)
3. «Весёлый мертвец» — Ханс Циммер / Gore Verbinski, русский текст — М. Черепин (4:57)
4. «ТыЧегоТакойСерьёзный» (feat. Тимати) — Г. Лепс, Т. Юнусов (Тимати) (4:24)
5. «Самолёты, поезда или машины» (feat. Артём Лоик) — Г. Лепс / К. Арсенев (5:22)
6. «Время» — А. Пономарёв (3:28)
7. «Без тебя» — А. Пономарёв (4:05)
8. «Один фиг» — А. Пономарёв (3:00)
9. «Разбитая любовь» — А. Пономарёв (3:23)
10. «Снега» — Д. Хрущёв / Т. Демчук (4:04)
11. «Ты просто жжёшь» (посвящение Элтону Джону) — Г. Лепс / К. Арсенев (6:22)
12. «Мафия не умирает» — Е. Солодовников (3:59)
13. «Аминь» — А. Укупник / К. Губин (4:02)
14. «Волки» — А. Журавлёв (4:56)
15. «Терминатор» — С. Шнуров / С. Шнуров, Г. Лепс[4] (3:57)
16. «Взрослые игры» — Н. Лапина (4:36)
17. «Давай убежим» (feat. Ромади) — Н. Лапина (4:41)
18. «Что ж ты натворила» — Д. Митькин (3:35)
19. «Орлы или вороны» (feat. Максим Фадеев) — Д. Разумный / О. Шаумаров (3:27)

Песни «Интро», «Киллер» и «Веселый мертвец» не вышли официально в сети и на стриминговых сервисах из-за проблем с авторскими правами, но они исполнялись на концертах, а их студийные версии вышли на диске.
В планах была делюкс-версия альбома с несколькими новыми песнями, изменёнными песнями, которые уже вошли в этот альбом и дуэтом с Дианой Арбениной «Очень хотела». Песню «Очень хотела» по ошибке напечатали семнадцатым номером на слип-кейсе диска в первом тираже, но на самом диске этой песни не было. В настоящее время делюкс-версия альбома так и не вышла.

## Участники записи
- Вокал, голос — Григорий Лепс
- Ударные — Крис Коулман, Максим Малышев
- Соло-гитара — Фёдор Досумов
- Бас-гитара — Алексей Беляев
- Акустическая гитара и ритм-гитара — Юрий Топчий
- Клавишные — Константин Бекрев
- Саксофон — Минигали Давлетбаев
- Перкуссия — Родион «Тау» Кравкль
- Труба — Константин Куликов
- Бэк-вокал — Яна Гук, Юлия Терещенко

Также в записи принимали участие Тимати, Максим Фадеев, Ромади и Артём Лоик.

## Достижения
Победитель в номинации «Альбом» — премия «ZD Awards 2017»
«Орлы или вороны» (дуэт с М.Фадеевым): «Дуэт» премии «ZD Awards 2017», «Лучший дуэт» премии «RU.TV 2018», Золотой граммофон-2018
«Что ж ты натворила»: Золотой граммофон-2017
«Аминь»: Шансон года-2018, Песня года-2018